# Teoria mnogości

Diagram Venna ilustrujący część wspólną dwóch zbiorów

Zbiór wszystkich liczb wymiernych jest równoliczny ze zbiorem wszystkich liczb naturalnych

Teoria mnogości, teoria zbiorów – dział matematyki zaliczany do jej działów podstawowych (fundamentalnych); bada on zbiory, zwłaszcza te nieskończone, a także ich uogólnienia jak klasy.
Zbiory były rozważane przez ludzi od czasów niepamiętnych, a o nieskończoności zaczęto pisać najpóźniej w starożytnej Grecji. Mimo to za początki tej teorii uznaje się koniec XIX wieku, kiedy niemiecki matematyk Georg Cantor zapoczątkował systematyczne badania zbiorów nieskończonych, definiując je i klasyfikując. Początkowo wzbudzało to kontrowersje; do krytyków Cantora należeli między innymi Leopold Kronecker i Henri Poincaré. Mimo to inni uczeni uznali te rozważania za doniosłe; przykładowo David Hilbert umieścił jedno z zagadnień teorii mnogości na początku swojej listy 23 największych problemów stojących przed matematyką XX-wieczną. Po odkryciu paradoksów tzw. naiwnej teorii mnogości udało się sformułować teorię zbiorów jako teorię aksjomatyczną; jej standardową wersją jest aksjomatyka ZF uwieńczona w latach 30. XX wieku. Stała się ona podstawą innych działów matematyki, ponieważ do pojęcia zbioru zredukowano inne szeroko używane obiekty jak liczby, funkcje oraz inne relacje; teoria mnogości stała się tak źródłem modeli różnych teorii formalnych. W kolejnych dekadach pojawiły się:
- autonomiczne subdyscypliny jak opisowa teoria mnogości;
- równoważne sformułowania pewnych założeń, zwłaszcza pewnika wyboru;
- wyniki badań metamatematycznych nad teorią mnogości, np. niezależność niektórych postulatów od aksjomatyki ZF lub jej rozszerzeń.

W latach 20. XXI wieku teoria mnogości dalej jest rozwijana, np. prowadzone są seminaria na jej temat.
Nauka ta bywa uznawana za część logiki matematycznej; przykładowo wśród laureatów Nagrody Rolfa Schocka w dziedzinie filozofii i logiki znalazł się Saharon Szelach badający głównie zbiory i ich moce.

## Rys historyczny
Bernard Bolzano (XVIII–XIX w.),

Georg Cantor (XIX–XX w.),

Ernst Zermelo (XIX–XX w.),

Thoralf Skolem (XIX–XX w.),

Abraham Fraenkel (XIX–XX w.),

Już matematycy starożytnej Grecji byli zaintrygowani nieskończonością i pozornymi paradoksami spowodowanymi przez używanie pojęcia nieskończoności w rozumowaniach logicznych – pozornymi, ponieważ z biegiem czasu paradoksy te zostały wyjaśnione i, po należytym uściśleniu używanych pojęć, wyeliminowane.
W 1638 roku Galileusz zauważył, że liczby naturalne i kwadraty liczb naturalnych można powiązać przez wzajemnie jednoznaczną odpowiedniość {\displaystyle n\leftrightarrow n^{2}.} Ponieważ zbiór kwadratów liczb naturalnych jest właściwym podzbiorem zbioru liczb naturalnych (co więcej, o dopełnieniu nieskończonym), Galileusz uznał, że jest to paradoks wskazujący, iż pojęć typu większy/mniejszy nie można stosować w odniesieniu do zbiorów nieskończonych.
W pierwszej połowie XIX wieku Bernard Bolzano rozważał zbiory nieskończone, sugerując przez pewne przykłady, że zbiory nieskończone to takie, dla których istnieje wzajemnie jednoznaczna odpowiedniość pomiędzy zbiorem a jego właściwym podzbiorem.
W 1874 roku Georg Cantor opublikował pracę, która jest uznawana za narodziny współczesnej teorii mnogości. Idee te, pomimo dużej opozycji ze strony innych matematyków (np. Leopolda Kroneckera), zostały dalej rozwinięte w kolejnej pracy Cantora, z roku 1878. Podstawowe odkrycie Cantora dotyczyło pojęcia mocy (czyli „liczby elementów”) zbiorów nieskończonych. Przyjął on, że dwa zbiory A i B są równoliczne (mają tę samą moc), jeżeli można przyporządkować wszystkie elementy A wszystkim elementom B w sposób wzajemnie jednoznaczny. Mogłoby się wydawać, że po prostu wszystkie zbiory nieskończone są równoliczne. Cantor dowiódł jednak, że zbiór liczb naturalnych {\displaystyle \mathbb {N} } jest wprawdzie tej samej mocy co zbiór liczb algebraicznych, ale już nie tej samej co zbiór liczb rzeczywistych {\displaystyle \mathbb {R} .} W związku z tą obserwacją Cantor sformułował następujący problem:
Zagadnienie continuum (CH): Przypuśćmy, że A jest nieskończonym podzbiorem {\displaystyle \mathbb {R} .} Czy można wówczas znaleźć albo bijekcję pomiędzy {\displaystyle \mathbb {N} } a A, albo bijekcję pomiędzy {\displaystyle \mathbb {R} } a A? Innymi słowy, czy A jest równoliczny albo z {\displaystyle \mathbb {N} } albo z {\displaystyle \mathbb {R} }?
David Hilbert, w swojej liście 23 problemów przedstawionych na kongresie w Paryżu w 1900 roku, jako pierwszy problem postawił zagadnienie continuum Cantora.
Ernst Zermelo w 1908 przedstawił pierwszą próbę aksjomatyzacji teorii mnogości. Lista aksjomatów zaproponowana przez Zermela była poprawiona niezależnie przez Thoralfa Skolema i Abrahama Fraenkla około roku 1922. Dzisiaj aksjomaty te znane są jako aksjomaty Zermela-Fraenkla (ZF). Wkład do aksjomatyzacji miał także John von Neumann, i jego nazwisko też czasem jest zaznaczane w tym kontekście.
W 1939/40 Kurt Gödel dowiódł, że jeśli ZF jest niesprzeczne, to także niesprzeczne jest ZF z dołączonym aksjomatem wyboru i uogólnioną hipotezą continuum (GCH). Wynik ten oznaczał, że nie można dać odpowiedzi negatywnej na pierwszy problem Hilberta, ale problemu tego jeszcze nie rozstrzygał.
Problem continuum został rozstrzygnięty przez Paula Cohena w 1963/64. Okazało się, że nie można udowodnić CH. Zgodnie z wcześniejszym wynikiem Gödla, hipotezy tej nie można też zaprzeczyć (na gruncie ZFC), a więc jest ona niezależna od standardowych aksjomatów teorii mnogości. Ważną także stała się, użyta w dowodzie, odkryta przez Cohena, metoda forsingu.

## Naiwna teoria mnogości
Pojęcie naiwna teoria mnogości jest używane dla określenia metod stosowanych w początkowym okresie rozwoju tej dyscypliny matematycznej i oznacza podejście oparte na intuicyjnym (nieformalnym) traktowaniu zbiorów. Na przykład w naiwnej teorii mnogości istnienie zbioru będącego sumą dwóch danych zbiorów jest „oczywiste”, podczas gdy obecnie wymagane jest przyjęcie aksjomatu sumy. Tym niemniej dla wielu zastosowań teorii mnogości podejście takie jest wystarczające.
Odkrycie przez Bertranda Russella paradoksów logicznych związanych z pojęciem zbioru sprowokowało Ernsta Zermela do sformułowania w 1908 roku aksjomatycznej teorii zbiorów. Aksjomaty, które wyłoniły się z wielu podejść do aksjomatyzacji matematyki i są obecnie najczęściej używane, noszą nazwę aksjomatów Zermela-Fraenkla. Początkowo ustalenie listy obowiązujących aksjomatów nie zmieniło charakteru rozważań i badań, ale rozwój metod stosowanych w teorii mnogości i zwiększająca się liczba nieintuicyjnych wyników spowodowały zwiększone wyczulenie matematyków na sposób, w jaki używają aksjomatów. Seria twierdzeń wykorzystujących aksjomat wyboru (AC) i godzących w tak zwany zdrowy rozsądek (np. wynik Hausdorffa i potem dalej idący paradoksalny rozkład kuli podany przez polskich matematyków Stefana Banacha i Alfreda Tarskiego w 1924) spowodowała zwracanie zwiększonej uwagi na aksjomaty potrzebne dla przeprowadzanych dowodów.

## Aksjomatyczna teoria mnogości
Aksjomatyzacja teorii mnogości była częściowo motywowana potrzebą uniknięcia paradoksów formułowanych w początkowym okresie rozwoju teorii. Później, wraz z pewnym dążeniem do formalizacji całej matematyki na gruncie teorii mnogości i z odkryciami Gödela i Cohena dotyczącymi niezależności pewnych stwierdzeń matematycznych, formalne podejście do teorii mnogości stało się koniecznością.
Elementami uniwersum dowolnego modelu teorii mnogości są zbiory, a jedyną relacją w jej języku jest relacja należenia. W języku tym swoją interpretację posiadają wszystkie „sensowne” obiekty matematyczne. Na przykład funkcje to pewne zbiory par uporządkowanych (które oczywiście również są zbiorami); a według von Neumanna liczba 0 to zbiór pusty; liczba 1 to zbiór, którego jedynym elementem jest zbiór pusty; liczba 2 to zbiór, którego jedynymi elementami są liczba 1 i zbiór pusty i tak dalej. Podobnie można zakodować również bardziej skomplikowane byty (na przykład liczby rzeczywiste, rozmaite struktury algebraiczne czy przestrzenie topologiczne) oraz zapisywać twierdzenia ich dotyczące. Tak naprawdę potrzeba do tego jedynie zbioru pustego, relacji należenia i aksjomatów teorii mnogości.
Standardowym zestawem aksjomatów teorii mnogości przyjmowanym dzisiaj w matematyce jest układ Zermela-Fraenkla z aksjomatem wyboru, czyli ZFC.
W pierwszej połowie XX wieku używanie aksjomatu wyboru było uznawane za kontrowersyjne, ale i tak akceptowane. W praktyce wszyscy w zasadzie używali i używają aksjomatu wyboru, ale większość matematyków nie jest tego w pełni świadoma. W teorii mnogości ciągle istnieje zainteresowanie dowodami na gruncie tylko ZF. Jednym z tego powodów jest rozwój aksjomatów sprzecznych z aksjomatem wyboru, jak na przykład AD.
Po odkryciu twierdzeń o niezupełności oraz w wyniku późniejszych prac Gödla i Cohena, zmienił się charakter badań w teorii mnogości. Dowody niezależności pewnych zdań od aksjomatów ZF(C) i szczegółowa analiza istotności założeń twierdzeń są typowym zjawiskiem we współczesnej, aksjomatycznej teorii mnogości. Wśród zdań niezależnych od aksjomatów ZFC, czyli takich, że ani one, ani ich negacje nie wynikają z aksjomatów ZFC, rozważa się na przykład:
- hipotezę continuum (CH)
- aksjomat konstruowalności (V=L)
- aksjomat Martina (MA)
- PFA
- ◊ Jensena
- hipotezę Suslina
- hipotezę Kurepy

i wiele innych. Założenie jednego z tych zdań (lub ich kombinacji) jako dodatkowej przesłanki może pomóc matematykowi w wykazaniu, że jakieś stwierdzenie nie jest sprzeczne z aksjomatami ZFC.

## Inne teorie
Warto zauważyć, że ZFC nie jest jedyną możliwą formalizacją teorii mnogości. Istnieje szereg pokrewnych systemów, ale po prostu nie zyskały one tak wielkiej popularności jak ZFC. Ponadto rozważane też są aksjomatyzacje teorii mnogości całkowicie odmienne od ZFC. Najbardziej znanymi przykładami są
- układ nazywany New Foundations (NF), zapoczątkowany przez amerykańskiego logika Willard Van Orman Quine’a, oraz jego modyfikacja NFU[11],
- układ ZFA, który jest otrzymany z ZFC przez zastąpienie aksjomatu regularności przez jego silne zaprzeczenie[12].

Układy te są jednak traktowane bardziej jako ciekawostki niż główne narzędzie dla matematyków.
Należy także wspomnieć, że miały miejsce również inne próby stworzenia teorii stanowiącej podstawy matematyki – jak intuicjonizm postulujący jako fundament matematyki teorie liczb, bliski mu konstruktywizm postulujący oparcie podstaw matematyki na koncepcjach finitystycznych, jak rekurencja, czy obliczalność, a z bardziej współczesnych – teoria kategorii.

## Współczesne badania w teorii mnogości
Zgodnie z klasyfikacją badań naukowych w matematyce prowadzoną przez Amerykańskie Towarzystwo Matematyczne, teoria mnogości (oznaczona kodem 03Exx) jest traktowana jako część logiki matematycznej (razem z teorią dowodu, teorią modeli, teorią rekursji i logiką algebraiczną). Aktualne badania w teorii mnogości są opisywane za pomocą kolejnego podziału na 21 poddziały. Poniżej przedstawiono kilka współczesnych dziedzin teorii mnogości.

### Relacje podziałowe (03E02)
Twierdzenia podziałowe mają swoje korzenie w początkach teorii mnogości i kombinatoryki. Następujące dwa twierdzenia (należące do klasycznych rezultatów w teorii mnogości) oddają charakter badań w tej poddziedzinie:
- Twierdzenie Ramseya mówiące, że jeśli zabarwić wszystkie pary nieuporządkowane liczb naturalnych używając dwóch kolorów, białego i czerwonego, to można znaleźć nieskończony zbiór liczb naturalnych, taki że wszystkie pary z tego zbioru mają ten sam kolor.
- Twierdzenie Erdősa-Rado stwierdzające, że jeśli {\displaystyle |A|\geqslant (2^{\kappa })^{+}} i wszystkie dwuelementowe podzbiory zbioru {\displaystyle I} pokolorujemy używając dwóch kolorów, to można znaleźć zbiór {\displaystyle B\subseteq A} taki, że {\displaystyle |B|=\kappa ^{+}} oraz wszystkie pary elementów {\displaystyle B} mają ten sam kolor.

Jedną z pierwszych lektur dla zainteresowanych w tej tematyce może być monografia Erdősa, Hajnala, Máté i Rado.

### Zbiory uporządkowane i ich współkońcowość; teoria PCF (03E04)
Ta tematyka badań była stworzona przez Saharona Szelacha w latach 90. XX wieku. Głównym odkryciem Shelaha było, że pomimo dużej kolekcji wyników niezależnościowych w arytmetyce liczb kardynalnych, wciąż można dowieść wielu twierdzeń w ZFC, o ile zostanie zadane właściwe pytanie. Przez analizowanie zbioru możliwych współkońcowości zredukowanych porządków produktowych stworzył on teorię PCF z której wywnioskował nowe prawa klasycznej arytmetyki liczb kardynalnych. Do najbardziej znanych wyników Shelaha należy następujący.
- Twierdzenie Shelaha: {\displaystyle \aleph _{\omega }^{\aleph _{0}}\leqslant 2^{\aleph _{0}}+\aleph _{\omega _{4}}}

Powszechnie znaną (choć niekoniecznie popieraną) tezą Shelaha jest, że jeśli zinterpretować właściwie pierwszy problem Hilberta (używając podejścia motywowanego przez teorię PCF), to ma on odpowiedź pozytywną.

### Opisowa teoria mnogości (03E15)
Głównym zainteresowaniem matematyków są tutaj definiowalne obiekty w przestrzeniach polskich. Zbiory borelowskie czy też zbiory rzutowe oraz ich własności są uznane za warte badania nawet przez matematyków nastawionych na skrajną konstruowalność. Ponieważ wszystkie przestrzenie polskie są borelowsko izomorficzne (a nawet więcej), to każdą z nich traktuje się jak prostą rzeczywistą. To podejście pozwala zawsze ustalić taką przestrzeń, dla której nasz dowód jest najbardziej elegancki, a także pozwala formułować twierdzenia tak, że mówią o najbardziej popularnym obiekcie w matematyce: prostej. Wyniki uzyskiwane w opisowej teorii mnogości mają często duże znaczenia dla teorii miary, topologii czy też systemów dynamicznych. W ostatnich latach kluczowe badania dotyczą borelowskich relacji równoważności oraz działań grup (przede wszystkim grup polskich, tzn. grup topologicznych będących przestrzeniami polskimi).

### Współczynniki kardynalne prostej rzeczywistej (03E17)
Głównym obiektem zainteresowań tutaj są różne funkcje kardynalne określane na przestrzeniach polskich. Jak już wspomniano powyżej, każda z doskonałych przestrzeni polskich jest traktowana jako jedna z możliwych realizacji prostej. Większość (choć nie wszystkie) z funkcji kardynalnych tłumaczy się z jednej przestrzeni na drugą, a przykładowymi funkcjami kardynalnymi są współczynniki występujące w diagramie Cichonia. Studia współczynników kardynalnych mają dwa oblicza: z jednej strony związane są one z pogłębianiem naszych metod kombinatorycznych (w celu uzyskania wyników w ZFC), z drugiej strony mają one duży wpływ na rozwój forsingu (w celu uzyskania dowodów niezależnościowych).

### Dowody niesprzeczności i niezależności (03E35)
Ten dział obejmuje wszystkie dowody forsingowe wykazujące niesprzeczność pewnych stwierdzeń. Wyniki które można zbiorowo opisać stwierdzeniem, że każde rozmieszczenie wartości {\displaystyle \aleph _{1}} i {\displaystyle \aleph _{2}} w diagramie Cichonia, które jest zgodne z nierównościami diagramu i dwoma dodatkowymi równościami jest niesprzeczne z ZFC są częścią prac w tej tematyce. Innym przykładami zastosowania forsingu (niemającymi nic wspólnego z funkcjami kardynalnymi) są następujące dwa wyniki.
- Jest niesprzeczne z ZFC, że dla każdej funkcji {\displaystyle f\colon \mathbb {R} \to \mathbb {R} } można znaleźć zbiór {\displaystyle A\subseteq \mathbb {R} ,} który nie jest pierwszej kategorii i taki, że obcięcie {\displaystyle f|_{A}} jest ciągłe[16].
- Jest niesprzeczne z ZFC, że dla każdej funkcji {\displaystyle f\colon \mathbb {R} \to \mathbb {R} } można znaleźć zbiór {\displaystyle A\subseteq \mathbb {R} ,} który nie jest miary zero i taki, że obcięcie {\displaystyle f|_{A}} jest ciągłe[17].

### Inne aspekty forsingu i modeli boole’owskich (03E40)
Ta tematyka jest blisko związana z uzyskiwaniem dowodów niezależnościowych dyskutowanym powyżej. Różnica pomiędzy tymi dwoma działami jest taka, że tutaj matematycy są bardziej zainteresowani w rozwoju teorii forsingu niż udowodnieniem niesprzeczności szczególnego zdania. Zwykle jednak te badania idą w parze i rozważany szczególny problem jest często punktem wyjściowym do rozwoju ogólnej teorii. Klasycznym przykładem monografii w tej dziedzinie jest książka Shelaha.

### Hipoteza continuum i aksjomat Martina (03E50)
Hipoteza continuum i jej konsekwencje od samego zarania teorii mnogości były w centrum zainteresowań matematyków. Jednym z powodów tego stanu rzeczy było, że CH ma ciekawe konsekwencje. Wiele z tych konsekwencji było odkrytych przez polskiego matematyka Wacława Sierpińskiego.
Wśród ciekawych wyników związanych z CH można wspomnieć następujące twierdzenie wrocławskiego matematyka Michała Moraynego
Twierdzenie: CH jest równoważne ze stwierdzeniem, że istnieje funkcja {\displaystyle f=(f_{1},f_{2})\colon \mathbb {R} \to \mathbb {R} \times \mathbb {R} } taka, że {\displaystyle f(\mathbb {R} )=\mathbb {R} \times \mathbb {R} } oraz dla każdego {\displaystyle x\in \mathbb {R} ,} albo istnieje pochodna {\displaystyle f'_{1}(x)} lub istnieje pochodna {\displaystyle f'_{2}(x)}.
Ponieważ aksjomat Martina jest wygodnym narzędziem uogólniającym CH, zaczyna on zajmować rolę wcześniej okupowaną przez hipotezę continuum. Znaczna część konsekwencji CH ma swoje odpowiedniki przy założeniu MA+~CH.

### Duże liczby kardynalne (03E55)
Duże liczby kardynalne to liczby kardynalne mające własności wykluczające możliwość udowodnienia niesprzeczności ich istnienia na gruncie ZFC. Przykładami takich liczb są liczby nieosiągalne czy też dużo większe liczby mierzalne czy też liczby Woodina. Badania tych obiektów są ściśle związane z badaniami aksjomatów determinacji oraz forsingiem dla niesprzeczności naruszeń hipotezy liczb singularnych SCH.

### Aksjomaty determinacji (03E60)
Pierwsza gra nieskończona, tzw. gra Banacha-Mazura była wprowadzona przez polskiego matematyka Stanisława Mazura. Aksjomaty determinacji związane z pewnymi grami nieskończonymi i postulujące, że te gry są zdeterminowane (tzn. jeden z graczy ma strategię zwycięską), były rozważane po raz pierwszy przez polskich matematyków Jana Mycielskiego, Hugona Steinhausa i Stanisława Świerczkowskiego. Kiedy w latach 70. XX wieku Donald A. Martin udowodnił, że gry na zbiory borelowskie są zdeterminowane (w ZFC) a istnienie liczby mierzalnej implikuje determinację gier na zbiory analityczne, wzrosło zainteresowanie aksjomatami determinacji (zarówno w pełnej formie, jak i ograniczonych do pewnych klas zbiorów). Badania te są zwykle powiązane z badaniami dużych liczb kardynalnych. Rekomendowanym źródłem w tej dziedzinie jest monografia Hugh Woodina.

## Polscy matematycy w teorii mnogości
Teoria mnogości, podobnie jak topologia, jest jedną z tych dziedzin matematyki, w których wkład polskich matematyków był i jest bardzo istotny. Matematycy związani zarówno z warszawską szkołą matematyczną, jak i ze szkołą lwowską, byli zainteresowani problemami w teorii mnogości, choć często zainteresowania te były motywowane ich pracami w topologii czy też analizie funkcjonalnej. Tradycje te są kontynuowane współcześnie przez wielu polskich matematyków pracujących w kraju, jak i poza jego granicami.
Wśród polskich matematyków powszechnie uznanych za wybitnych ważny wkład w rozwój teorii mnogości mieli:

- Stefan Banach
- Witold Hurewicz
- Bronisław Knaster
- Kazimierz Kuratowski
- Jerzy Łoś
- Edward Marczewski
- Stanisław Mazur
- Jan Mycielski
- Otton Nikodym
- Helena Rasiowa
- Czesław Ryll-Nardzewski
- Wacław Sierpiński
- Roman Sikorski
- Hugo Steinhaus
- Alfred Tarski
- Stanisław Ulam.